# Tyska Holmen
Tyska Holmen är en öar i Kimitoöns kommun i Finland. Den ligger i Skärgårdshavet och i den ekonomiska regionen  Åboland i landskapet Egentliga Finland, i den sydvästra delen av landet. Ön ligger omkring 50 kilometer söder om Åbo och omkring 140 kilometer väster om Helsingfors.
Öns area är 11,5 hektar och dess största längd är 0,7 kilometer i öst-västlig riktning. 
På Tyska Holmen finns ett reningsverk. Fast vägförbindelse finns både till Dalsbruk, till Byholmen i söder och Lusholmen i väster.
Inlandsklimat råder i trakten. Årsmedeltemperaturen i trakten är 5 °C. Den varmaste månaden är augusti, då medeltemperaturen är 18 °C, och den kallaste är februari, med −5 °C.